# Morris Marina
Der Morris Marina (ADO28/ADO73) ist ein Pkw-Modell, das von April 1971 bis Oktober 1980 von British Leyland Motor Corporation (BLMC) produziert wurde. Nach einem Facelift im Herbst 1980 wurden die Fahrzeuge bis Ende 1984 als Morris Ital verkauft. Technische Basis war bis zuletzt der Morris Minor von 1948.

## Modellgeschichte
In den 1960er Jahren sah sich die britische Automobilindustrie mit einer kritischen Entwicklung konfrontiert. Die verschiedenen einheimischen Hersteller schlossen sich zu größeren Einheiten zusammen. 1968 fusionierten unter Druck der Regierung die verbliebenen größeren Unternehmen British Motor Holdings (BMH: unter anderem Austin, Morris und Jaguar), Rover und Leyland Motors zur BLMC. Die technisch fortschrittlichen, aber teuer zu produzierenden ADO-16-Modelle (Austin 1100 ff.) waren 1962 erschienen, verkauften sich immer schlechter und ein Nachfolger war noch nicht entwickelt. Zudem ließen sie sich zwar an Privatkäufer absetzen, doch in den auf dem britischen Markt wichtigen Firmenflotten dominierte der simple Ford Cortina. BLMC wollte dem ein eigenes Modell entgegensetzen, hatte aber kaum Mittel für die Entwicklung. Damit BLMC mit Ford und GM ernsthaft konkurrieren konnte, durfte das neue Modell auf keinen Fall teurer werden als deren Angebote. Daher wurde auf bereits vorhandene Komponenten zurückgegriffen. Die Entwicklung dauerte 18 Monate. Der von Ford abgeworbene Roy Haynes hatte sie geleitet. Die Basis bildete der Morris Minor von 1948, das Getriebe stammte vom Triumph Dolomite. Die Verwendung von Teilen aus verschiedenen älteren Modellen wirkte sich ungünstig auf die Produktionskapazität aus und trieb die Kosten in die Höhe. Der Marina war nur als Zwischenlösung gedacht und sollte ab 1977 durch eine Neuentwicklung abgelöst werden. Der Marina wurde in Großbritannien nur unter der Marke Morris vertrieben.
Die Erscheinung der neuen Karosserie entsprach zwar dem Zeitgeist, doch war der Wagen schon bei seinem Verkaufsstart technisch veraltet. Das Fahrwerk mit Doppelquerlenkern vorn – die Konstruktion mit Drehstabfedern und Hebelstoßdämpfern als oberen Querlenkern war aus dem Morris Minor übernommen – und der angetriebenen starren und an Blattfedern geführten Hinterachse war dem größeren Wagen unangemessen und nur unzureichend abgestimmt. Der Marina geriet vor allem wegen seines starken Untersteuerns in die Kritik. Diesem Problem wurde dann mit einem Drehstabstabilisator an der Hinterachse entgegengewirkt.
Das Modell wurde in Australien (von 1972 bis 1975) und in Südafrika (von 1975 bis 1978) als Leyland Marina und mit anderen Motoren (unter anderem mit einem 2,6-l-Motor) hergestellt und vertrieben.

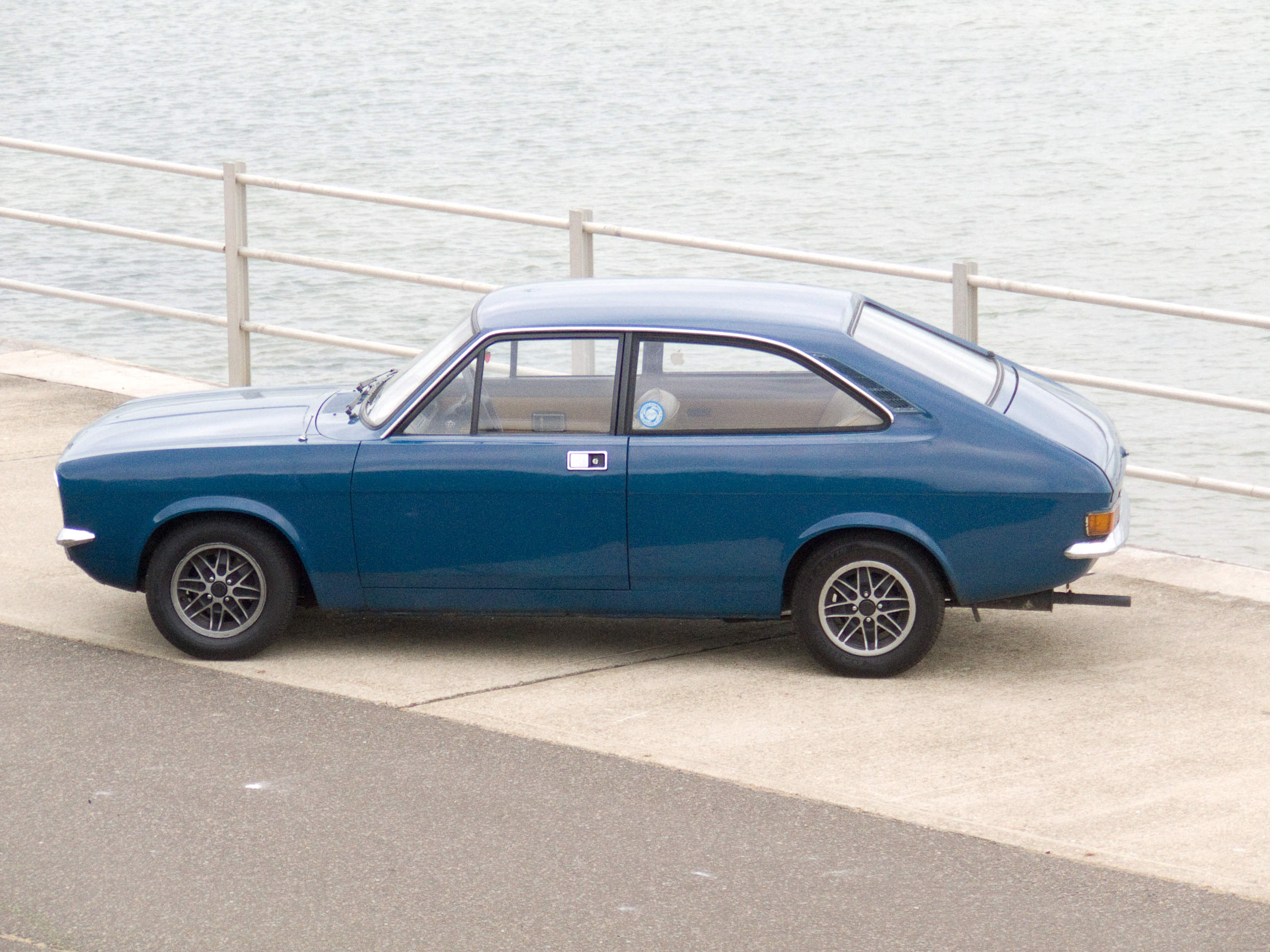
Seitenansicht
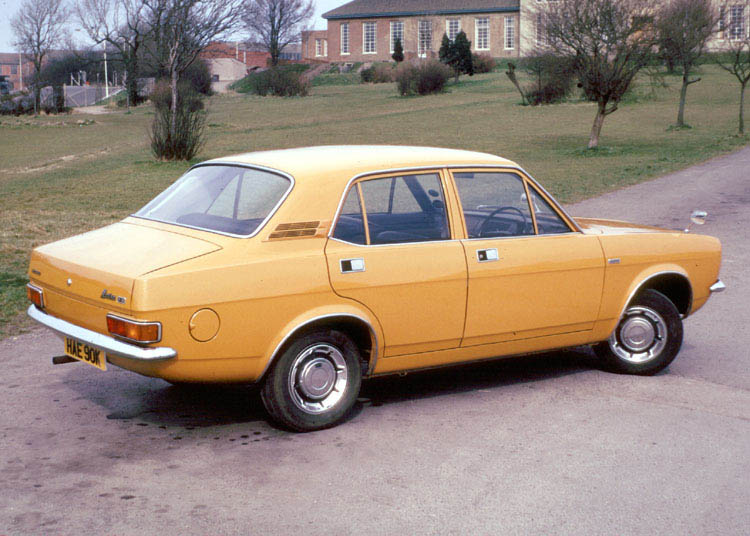
Morris Marina Limousine (1971–1975)
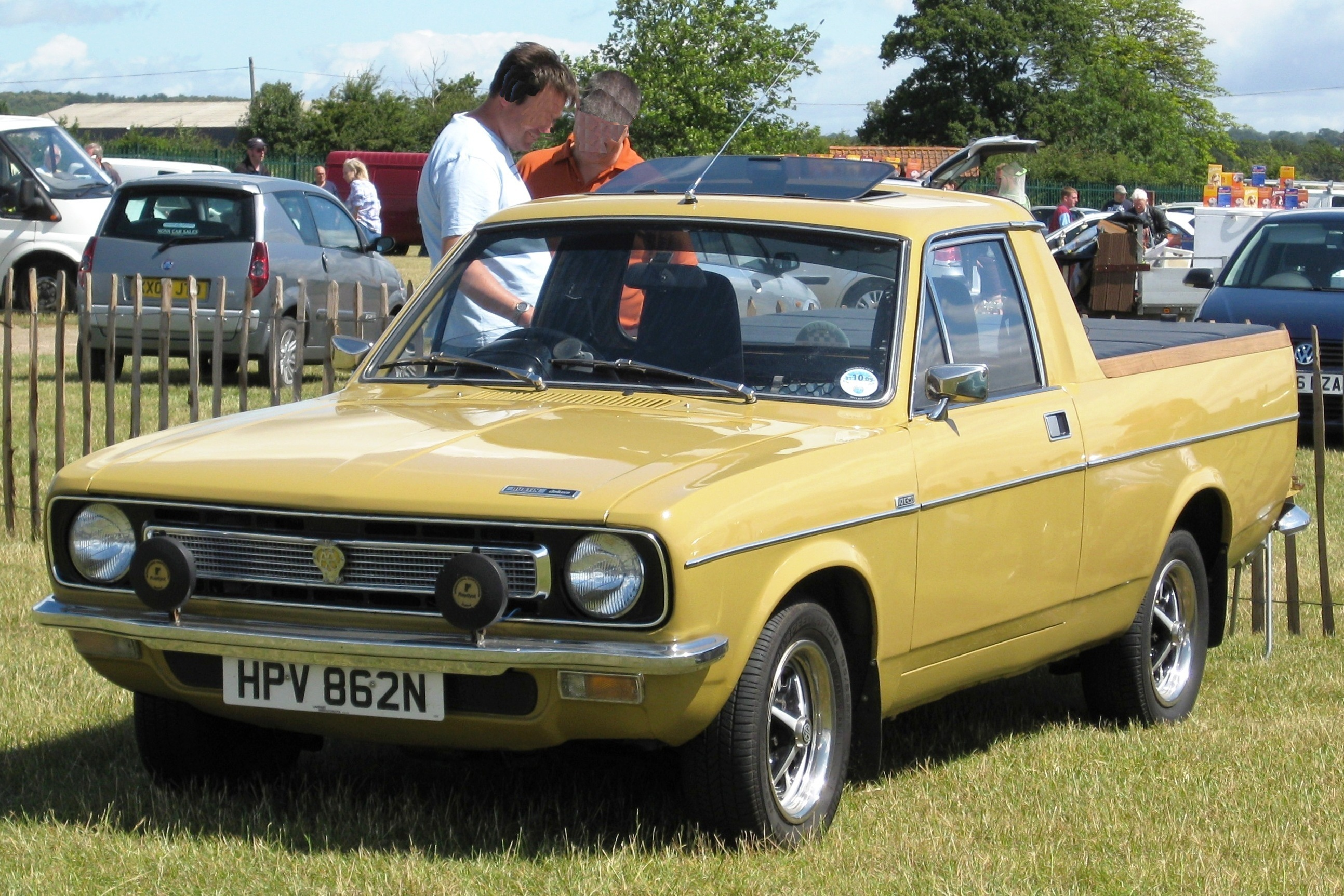
Morris Marina Pick-up (1975)

### Modellpflege
Wegen der geplanten Neuentwicklung wurde das Modell zunächst äußerlich unverändert weitergebaut. Ab Ende 1975 hieß der leicht veränderte Wagen „Marina II“.

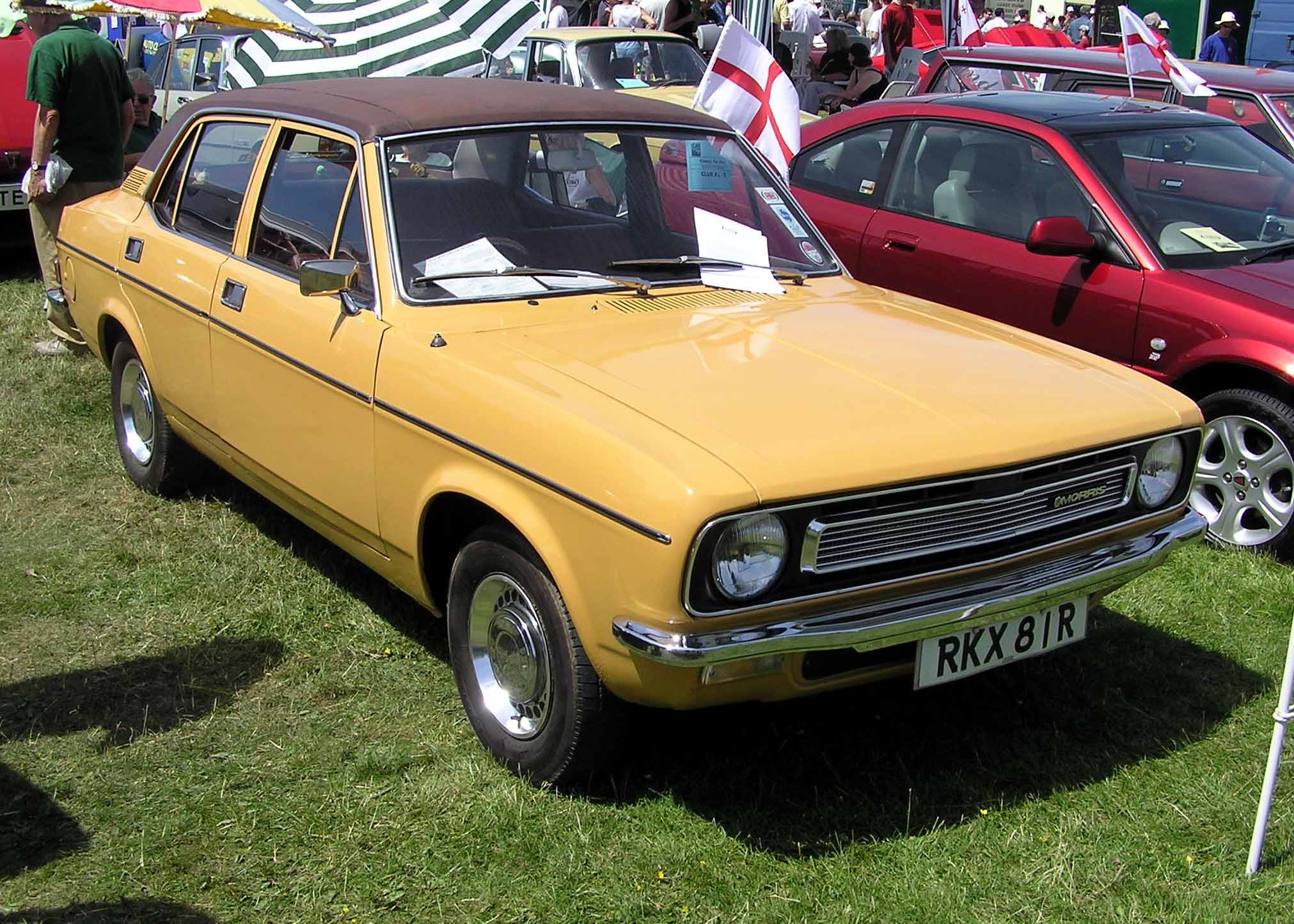
Morris Marina II (1975–1980)
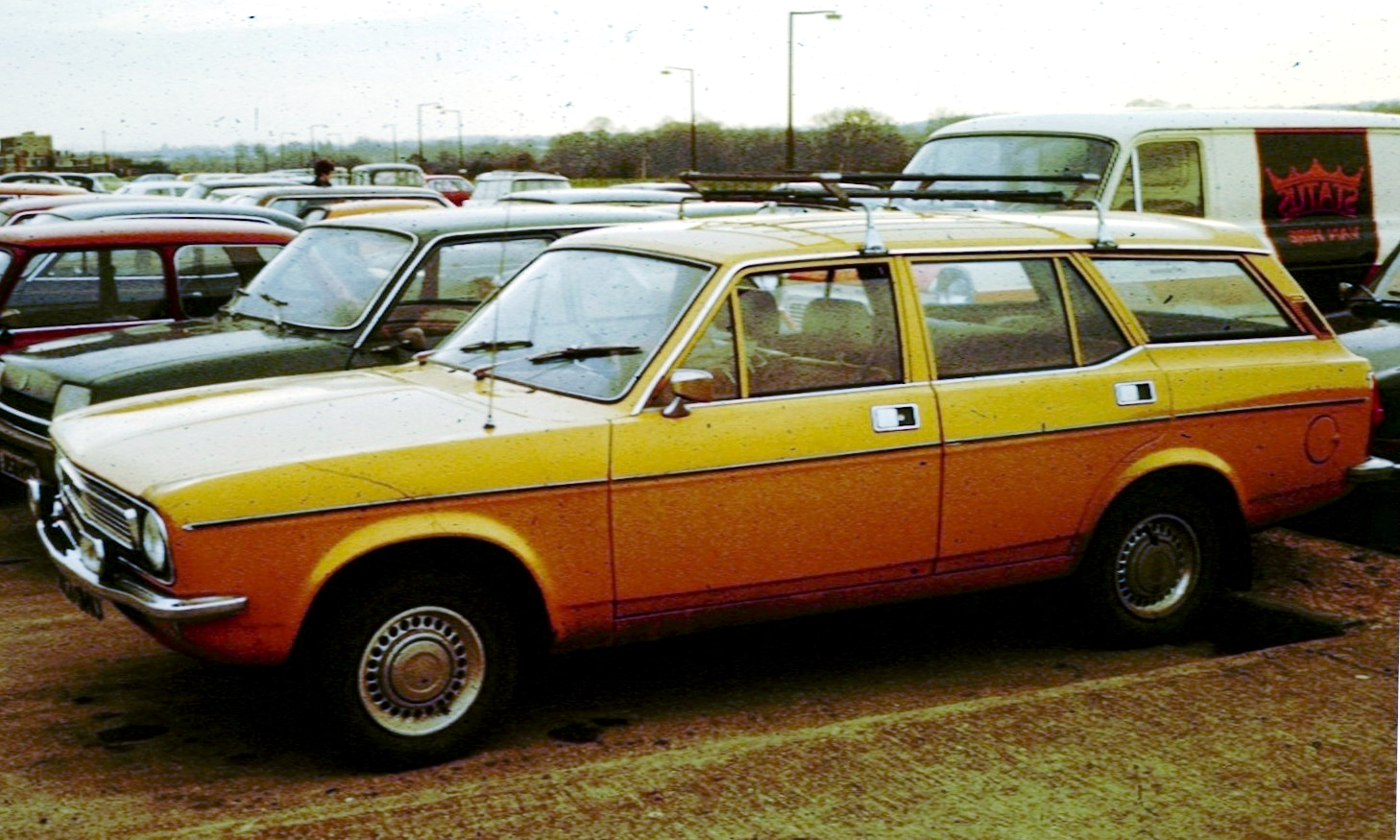
Morris Marina II Estate (1975–1980)

### Mumford Marina Convertible

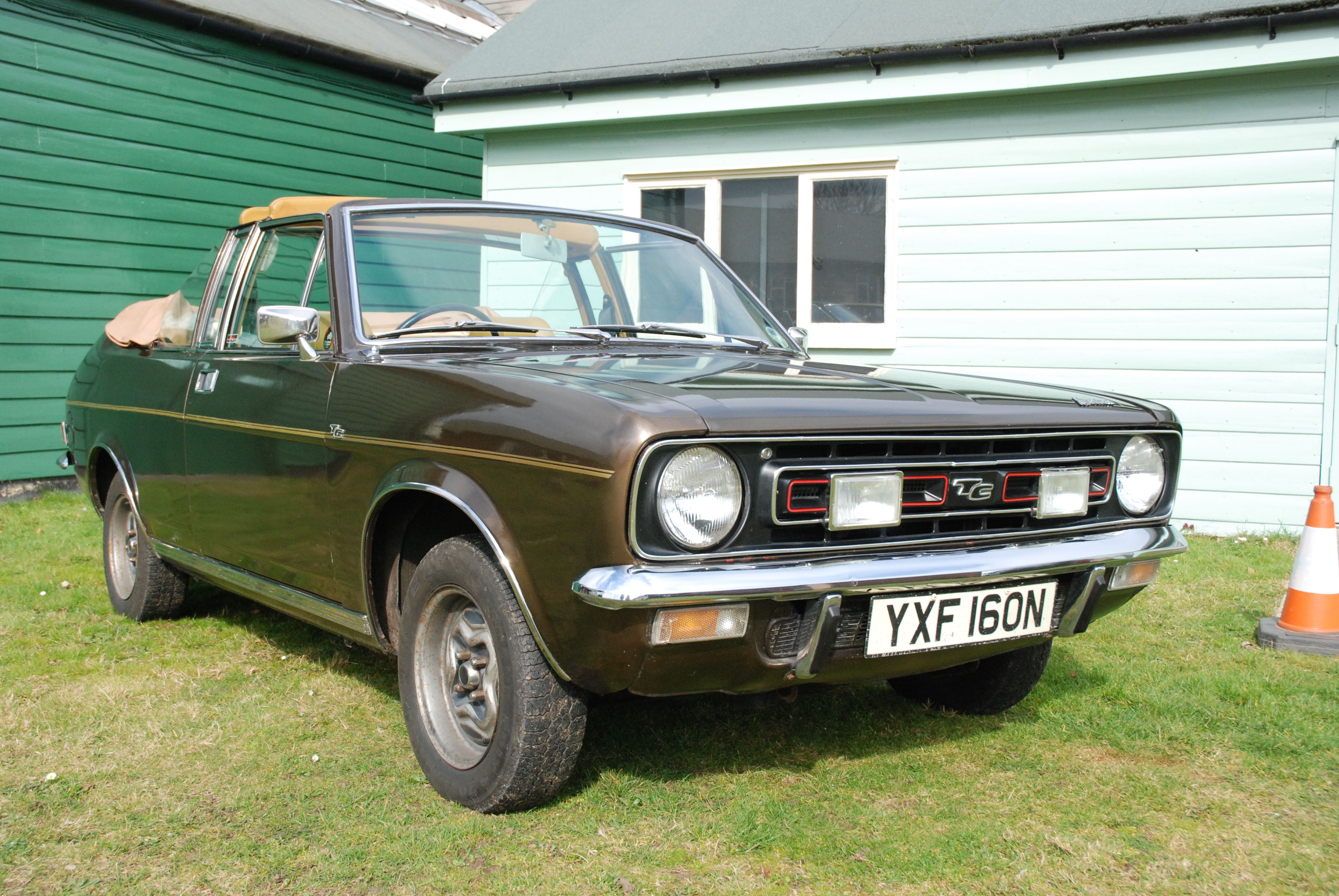
Mumford Marina Convertible (1974)

Der britische Karosseriehersteller Crayford Engineering produzierte ab 1974 im Auftrag des in Plymouth ansässigen BLMC-Händlers W. Mumford Ltd. ein zweitüriges Marina-Cabriolet, das auf dem Marina Fließheck basierte und als Mumford Marina Convertible verkauft wurde.
Das Fahrzeug hatte vier vollwertige Sitze, da die Rückbank des serienmäßigen Marina unverändert übernommen wurde. In der Werbung wurde es als „Family Convertible“ (Familiencabriolet) bezeichnet. Um die Karosserie zu stabilisieren, baute Crayford einen breiten Überrollbügel ein, in den – ähnlich wie beim gleichzeitig vorgestellten Bristol 412 – kleine Seitenfenster integriert waren. Hinter dem Überrollbügel waren weitere Seitenfenster, die per Handkurbel versenkt werden konnten. Die Seitenlinie wirkte durch diese starke Untergliederung der Fenster insgesamt unruhig. Das Verdeck war von Hand zu betätigen; der Vorgang der Dachöffnung wurde bei einem Test im Jahre 1974 als unkompliziert beschrieben. Im geschlossenen Zustand folgte das Verdeck der Dachlinie des zweitürigen Coupés.

## Nachfolger und Ableitungen

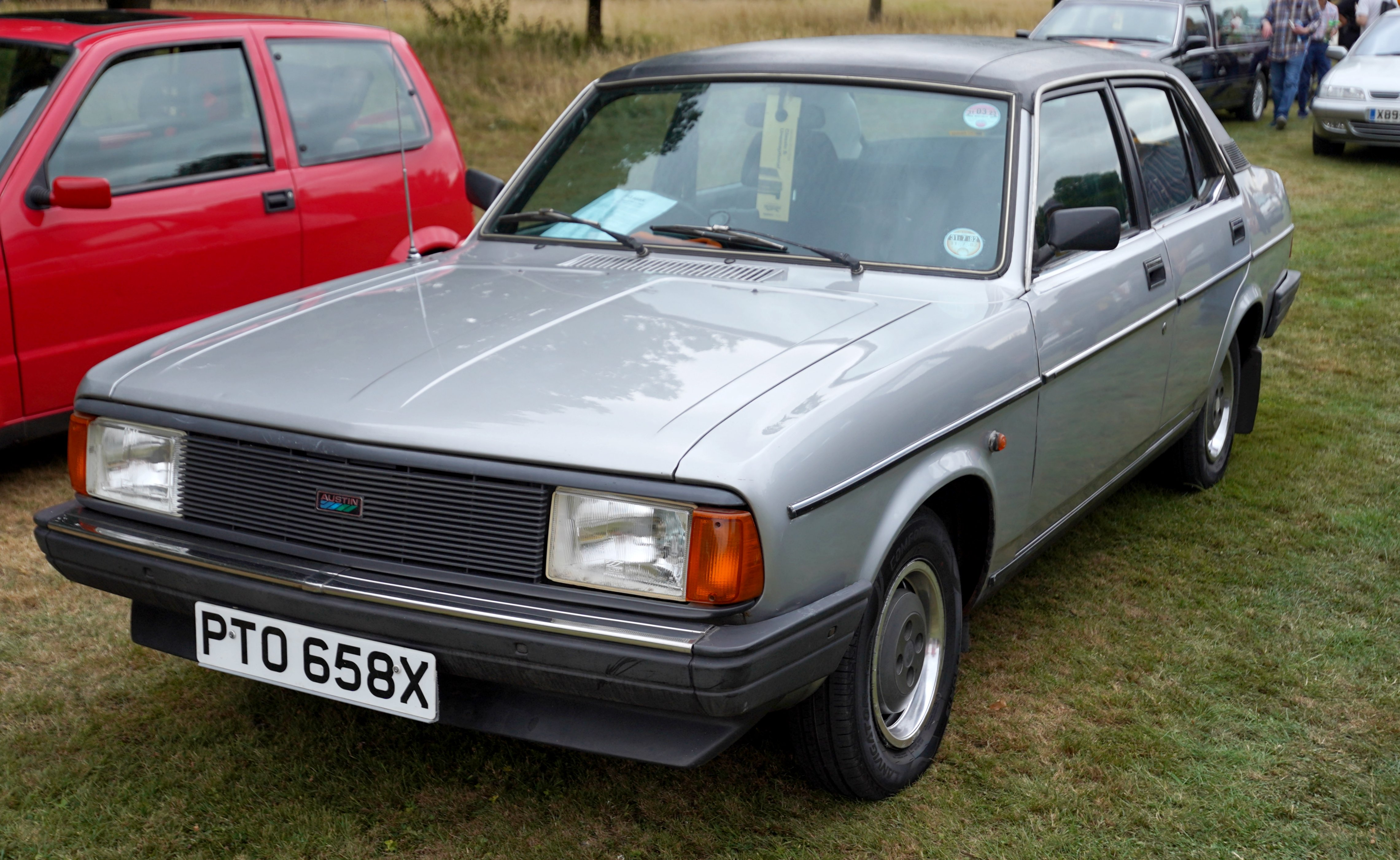
Marina-Nachfolger Morris Ital

Die Entwicklung des Nachfolgers mit dem Codenamen ADO77 begann 1974. Doch als BLMC im Jahr darauf Konkurs anmelden musste, wurden die Arbeiten am ADO77 eingestellt. Stattdessen wurde der Marina angesichts begrenzter Finanzmittel zunächst nur mit neuen Motoren ausgestattet.
Im Oktober 1980 erhielt der Marina II ein umfassendes Facelift, das zu Unrecht Giorgetto Giugiaro zugeschrieben wird, sowie einen neuen Namen: Morris Ital. Doch der Ital hatte angesichts der veralteten Technik weder dem Cortina IV/V von 1976/79 noch dem Vauxhall Cavalier von 1981 etwas entgegenzusetzen. Ende 1984 endete schließlich die Produktion nach über 807.000 verkauften Einheiten (Marina und Ital) allein in Großbritannien. 1998 erlebte der Ital ein kurzes Comeback in China, wo er in geringen Stückzahlen als Chengdu Huandu CAC verkauft wurde.

## Bedeutung
Wie kaum ein anderes Fahrzeug wurden Morris Marina und der gleichzeitig konzipierte Austin Allegro in Großbritannien (und nicht nur dort, wichtige Exportmärkte hatten längst Verkaufseinbrüche zu verzeichnen) ein Synonym für schlechte oder stark streuende Verarbeitungsqualität, veraltete Technik, überlange Produktionszeiträume und kurzsichtige Management-Entscheidungen. All dies war verantwortlich für das große Imageproblem der britischen Automobilindustrie. Der Marina (und Ital) war das letzte Modell unter dem Namen Morris – das stille Ende des einst geschätzten Markennamens war besiegelt.
Der Anfang 1984 eingeführte Austin Montego kann als Nachfolger des Marina und Ital angesehen werden.

## Trivia
Bei der Produktion der britischen Fernsehsendung Top Gear wurden bislang vier Exemplare vorgeblich zufällig zerstört (drei davon durch „vom Himmel fallende“ Klaviere), was jedes Mal Proteste des Marina-Owners-Club nach sich zog.